# Verein für das Deutschtum im Ausland
Verein für das Deutschtum im Ausland (česky Spolek pro Němce v zahraničí) vznikl v roce 1908 z německého školského spolku Allgemeiner Deutscher Schulverein. Po první světové válce zaujal vedoucí pozici v péči o etnické Němce v zahraničí, kde se zasazoval o posílení jejich hospodářských, sociálních a kulturních pozic. Další rovinou VDA činnosti bylo šíření významu německých menšin pro německý národ žijící uvnitř Německé říše. Na výročním sjezdu VDA v Pasově (1933) došlo nejen k odsouhlasení změny dosavadního názvu na Volksbund a k přijetí nového znaku modré chrpy, ale také k prosazení vůdcovského principu a árijského paragrafu. V letech 1937–1938 byl spolek NS-zglajchšaltován. Po obnovení spolku v roce 1955 nese název Verein für Deutsche Kulturbeziehungen im Ausland (Spolek pro německé kulturní vztahy v zahraničí).

## Historie
Počátky Spolku pro Němce v zahraničí (Verein für das Deutschtum im Ausland) mají kořeny v habsburské monarchii. Habsburská monarchie se skládala mimo jiné z regionu, který byl později nazýván Jihovýchodní Evropou a sahal od Černovic (Czernowitz) až k Terstu (Triest), dále zahrnoval území na dolním a středním Dunaji až po Budapešť a Bratislavu. Centrum regionu se nacházelo v císařském městě Vídni. Mnohonárodnostní říše byla přirozeně poznamenána i mnohojazyčností, kulturní rozmanitostí, odlišnou ekonomickou vyspělostí a různými politickými hnutími, které ve vyhrocené formě dosahovaly až extrémních nacionalistických tendencí. Zrovna tak rozmanitá byla v monarchii i náboženská příslušnost: pravoslaví, římský katolicismus, protestantismus a judaismus. V této části monarchie žili, často po celá staletí, na větších i menších územích Němci: v Haliči (Galizien), Bukovině (Bukowina), Besarábii (Bessarabien), Dobrudži (Dobrudscha), Sedmihradsku (Siebenbürgen), Satu Mare (Sathmar), Banátu (Banat), Bačce (Batschka), Švábském Turecku (Tolna, Baranya a Somogy), v otevřených horských oblastech, Bakoňském lese (Bakonywald), Slavonii (Slawonien), Sremu (Syrmien), Spiši (Zips) a Kočevsku (Gottschee).

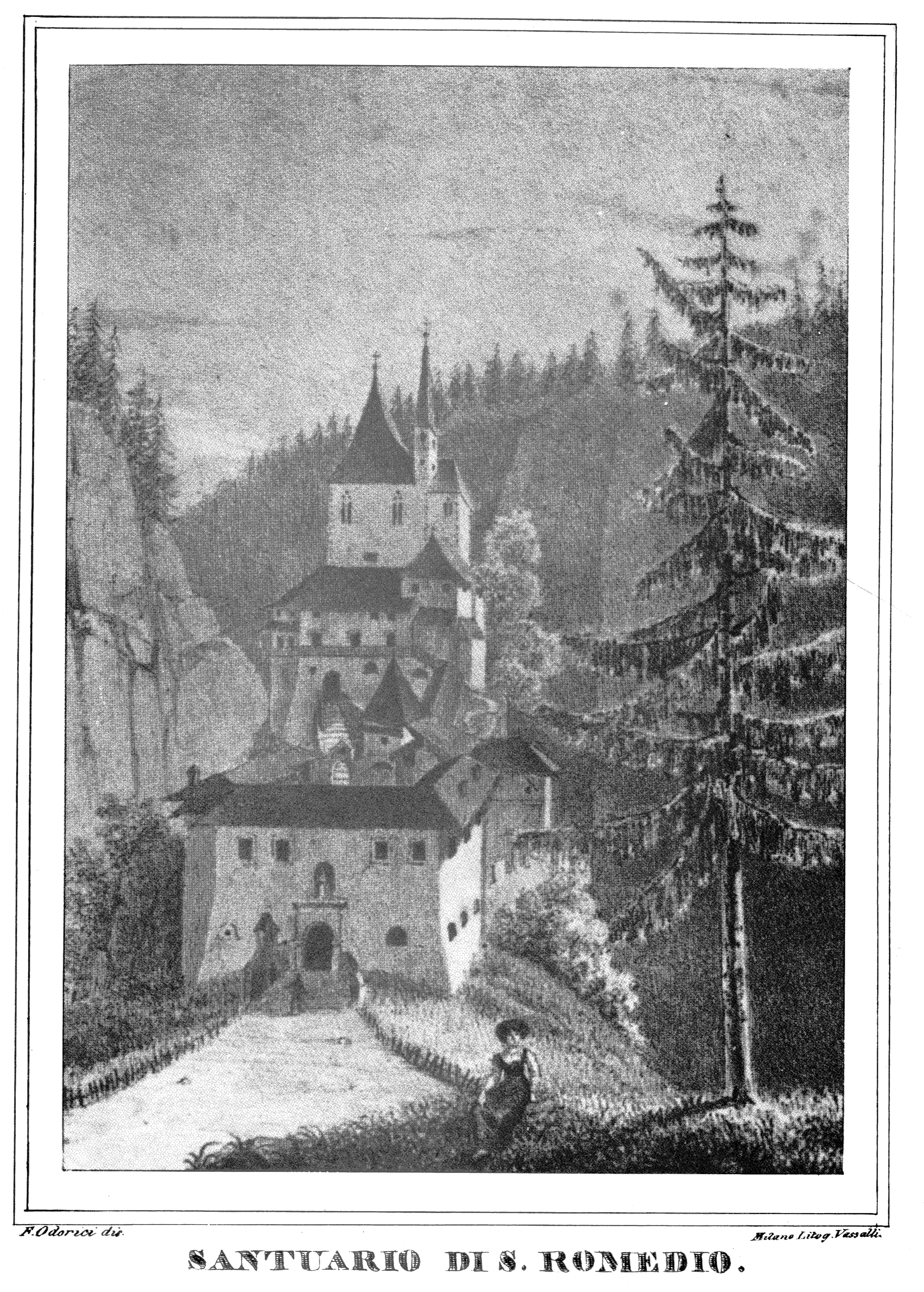
Naunia 1829 (nedaleko Sanzeno (Sanzinnen) v údolí Nonstal (Nonsberg) – Klášter San Romedio (Sankt Romedius) – Autonomní provincie Trento

Po prohrané bitvě u Solferina (1866) se německá část obyvatelstva dostala v pohraničních oblastech a v jazykových ostrovech vlivem maďarizace, italianizace a čechizace do defenzívy. Založením Německého školského spolku (Deutscher Schulverein) reagovali jeho představitelé na potlačování němčiny a německé kultury v těchto tzv. ohrožených oblastech (Schutzgebiet). Podobná seskupení a spolky na ochranu rakouského školství vznikaly také v Německé říši. Vzhledem k tomu, že rakouský spolkový zákon centrální organizaci s německými spolky nepovoloval, došlo o rok později v Berlíně 15. srpna 1881 k založení Všeobecného německého školského spolku (Allgemeiner Deutscher Schulverein), který zastřešil německé pobočky rakouského Schulvereinu. U zrodu spolku stál Heinrich Gotthardt von Treitschke a Theodor Mommsen.
Až do první světové války měl v oblasti německých menšin stěžejní význam Alldeutscher Verband (Všeněmecký svaz) a Allgemeiner Deutscher Schulverein (později VDA) stál v jeho stínu. V roce 1891 založený a 1894 reorganizovaný „Alldeutsche Verband“ se ale postupně odklonil od liberálního nacionalismu k pangermánskému rasismu. Jeho podpora směřovala v habsburské monarchii k německým obranným spolkům (Schutzverein) v Čechách, na Moravě a ve Slezsku, na jihovýchodě spolku Südmark, v Maďarsku do německých jazykových oblastí na Slovensku, do Sedmihradska a Banátu. Až do roku 1914 podporoval na 600 000 členů nějakým způsobem organizovaných v německých nacionálních obranných spolcích.
První aktivity Všeobecného německého školského spolku proto směřovaly na pomoc maďarizací postižených sedmihradských Sasů kolem center Bistrita (Bistritz), Brašov (Kronstadt), Cluj Napoca (Klausenburg), Medias (Mediasch), Sebes (Seh besh'), Sibiu (Hermannstadt), Sighisoara (Schassburg) a v západní části země tzv. banátským Švábům s centrem v Timisoáře (Temeschwar). Podpora německých menšin probíhala především prostřednictvím zřizování škol a knihoven, finančních příspěvků na nákup německy psaných knih a financováním učitelů na německých školách.

## Verein für das Deutschtum im Ausland
V roce 1908 se zformoval z berlínského školského spolku „Verein für das Deutschtum im Ausland, Schulverein e. V.”, který se členil na místní odbočky, okresní a zemské svazy. Zakládány byly i ženské a dívčí skupiny.

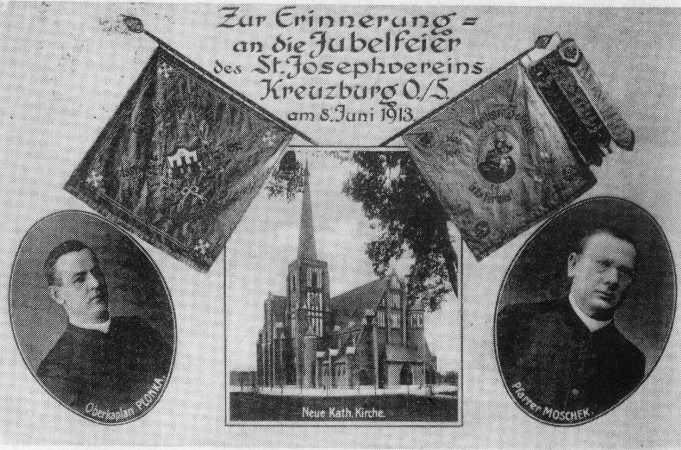
Kreuzburg 1913 (polsky Kluczbork), Opolsko

VDA se prezentoval jako nepolitická organizace, jež se soustředila na ochranu a péči 30. mil. Němců žijících mimo hranice Německé říše. Udržováním a navazováním vztahů mezi organizacemi německého obyvatelstva v zahraničí a v Německé říší přispíval k péči o německý jazyk a německou kulturu. Zároveň se snažila rozvíjet životně důležité zájmy všech Němců na celém světě. Uvnitř státu se VDA o to pokoušel „slovem i písmem” pořádáním přednášek, vydáváním čtvrtletního časopisu «Das Deutschtum im Ausland» (Vierteljahrshefte des Vereins für das Deutschtum im Ausland 1909–1919) a vydávaným věstníkem VDA (Mitteilungen des VDA). V zahraničí zřizoval VDA německé školy, školky, knihovny, zprostředkovával německé učitele, duchovní a lékaře, poskytoval stipendia nemajetným a chudým Němcům, rady a informace také z hospodářských oblastí a pomáhal navazovat osobní vztahy mezi Němci v zahraničí a uvnitř říše.
Do první světové války činily výdaje VDA na péči o němectví 3,5 mil. marek. Finančním přispěním zajistil chod nebo výstavbu stovek školek a škol nejen ve válečných oblastech německého Rakouska, ale také mnoha německých škol v Jižní Americe a v Jižní Africe. Sta tisíce VDA financovaných knih obohatilo německé knihovny. Dále se mohl spolek pochlubit zajištěním dvěma sty pracovních učitelských míst skrze zřízenou učitelskou zprostředkovatelnu. Členská základna z roku 1881 vzrostla z 1 300 do roku 1914 na 60 000 a přes 250 německých měst a obcí finančně VDA sponzorovalo. Roční členský příspěvek činil 3 M a zaplacením jednorázového poplatku 100 M získal německý občan celoživotní členství.

### Podpora němectví v zámoří

#### Orient
V Istanbulu (Konstantinopel) se Němci sdružovali kolem zátoky Zlatý roh a to ve spolcích «Dürerbund», «Deutscher Ausflugsverein», «Teutonia», dále zde fungovala od roku 1868 německá škola, mateřská škola a německá vyšší reálka s hospodářskou školou «Deutsche Oberrealschule» (dnes Deutsche Schule Istanbul, Özel Alman Lisesi), která patřila k největší a nejdůležitější škole v celém Orientě. Školní tělocvičnu využíval i zdejší «Deutscher Turnverein» a v roce 1916 založený spolek pro mládež «Deutscher Pfadfinder». V roce 1852 byl vybudován také německý špitál. Pro německou menšinu vycházely od roku 1908 noviny Osmanischer Lloyd. Na západě Alžírska v provincii Oran se nacházela před první světovou válkou pruská osada La Stidia a ve vnitrozemí pět kilometrů od města Arzew osada «Sainte-Léonie». V Alexandrii VDA podporoval v roce 1912 otevřený «Deutsches Seemannsheim», který sloužil zpravidla k ubytování námořníků, ale také k trávení volného času jako klub s knihovnou. Jinak se v Alexandrii těšil velkému zájmu příkladný německý špitál (Deutsches Hospital) fungující ve městě již od roku 1858 (1909 nová budova) a evangelická německá škola s mateřskou školou. Školu podporoval i stát a to roční subvencí 3 320 M. Mimo evangelické školy zde provozovala Kongregace Milosrdných sester svatého Karla Boromejského katolickou školu a nadace z Káhiry starobinec „Kaiser-Wilhelm-Greisenasyl” (nyní Pelizaeus-Heim). V Káhiře se nalézal německý špitál, škola se školkou a chlapecký internát. Škola i internát byly otevřeny všem registrovaným náboženstvím.

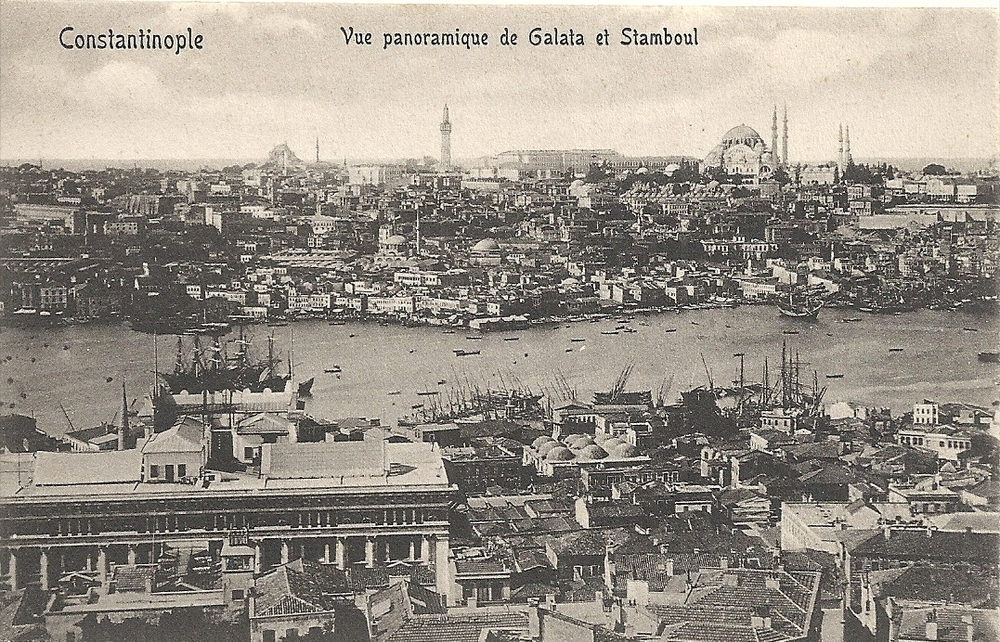
Istanbul (Konstantinopel) 1905–1910

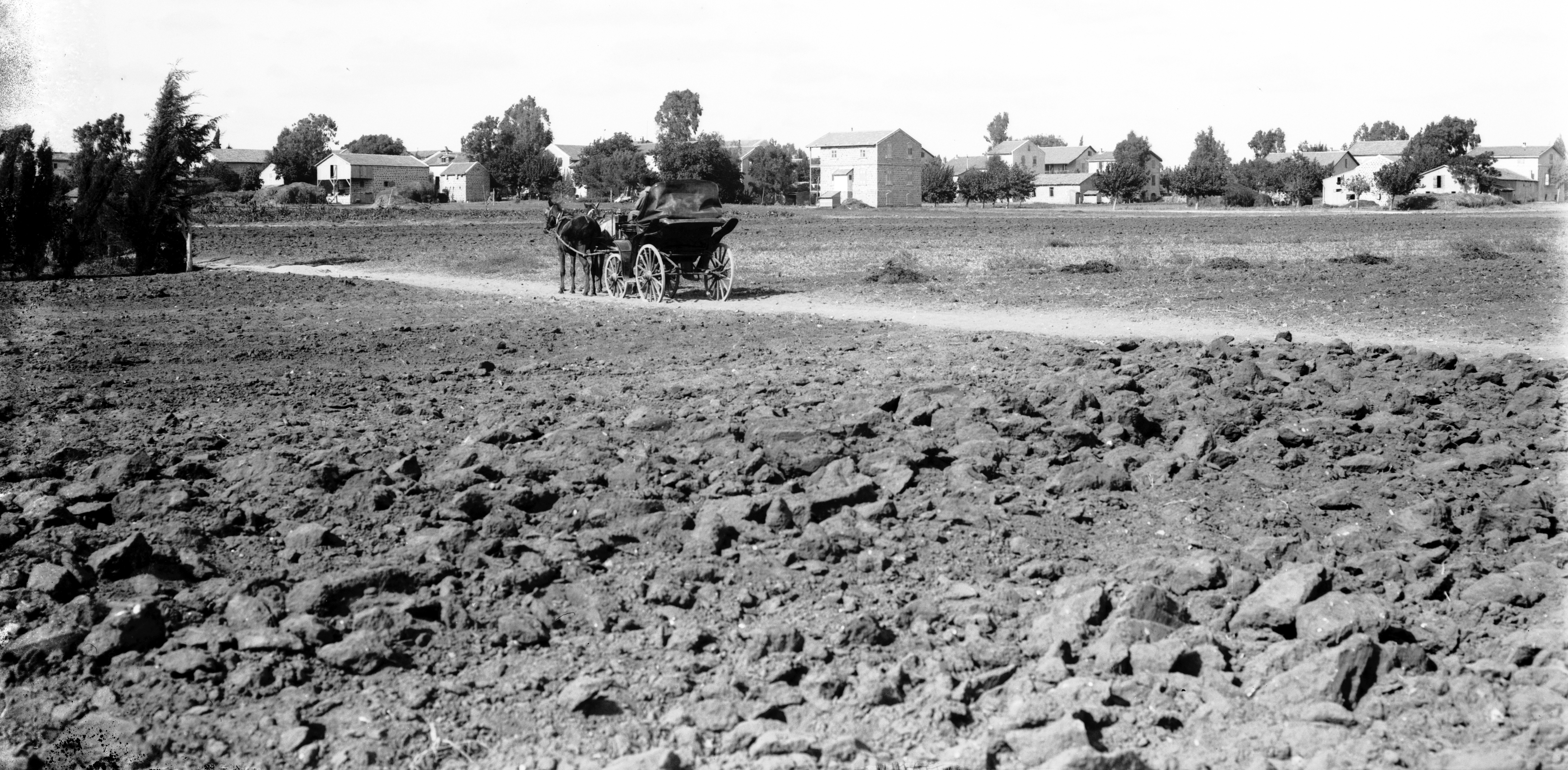
Sarona (dnes čtvrť v Tel Aviv) – německá kolonie 1898–1946

Stejnou školu jako v Káhiře uvedl v Jeruzalémě do života evangelický Jerusalemsverein. Katolický spolek «Deutsche Verein vom Heiligen Land» založil při hospici sv. Pavla (St. Paulus-Hospiz) v roce 1908 katolický učitelský seminář a chlapeckou školu s německým vyučovacím jazykem. Po absolvování tříletého studia pak učitelé nastupovali bezplatně na tříletou službu v misionárních školách po celé Palestině. K tomu ještě fungovaly ve městě dvě německé dívčí školy s podobným zaměřením. Další protestantské školy se pak nacházely v kolonii Haifa, Jaffa, Sarona, Wilhelma, Betlehem-Galiläa (Tempelgesellschaft). Pro kolonie Haifa, Sarona a Wilhelma, kde žilo asi 850 Němců, se uvažovalo o stavbě německého špitálu. V Bejrútu se mohly v němčině vzdělávat jen děvčata na dvou dívčích školách diakonie Císařských sester (Kaiserswerther Diakonie), chlapecká byla zrušena. Ve Smyrně řádové sestry obývaly dům diakonie a provozovaly dívčí školu s německým internátem a sirotčincem, chlapeckou školu vedl profesor Meyerstein (zrovna tak státem a VDA dotovaná). Vedle těchto ve Smyrně působila ještě německo-řecká škola.

#### Asie, Severní Amerika, Austrálie a Oceánie,
V roce 1898 propachtoval čínský císař území Kiautschou Německému císařství (Deutsche Schutzgebiet Kiautschou), které zde v poměrně krátké době vybudovalo prosperující přístav Tsingtau s loděnicemi, nádražím a několika továrnami. Nechyběla ani kasárna s vojenskou infrastrukturu, nemocnice, soud, univerza a školy, protestantský kostel, pošta, elektrárna, dceřiná společnost Německo-asijské banky a budova úřadu vlády. Největší význam v Číně měla německá škola «Kaiser-Wilhelm-Schule» založená roku 1895 v Šanghaji, k ní přibyla v roce 1912 německá zdravotně-inženýrská škola pro čínské obyvatelstvo s jazykovým kurzem, mimo Šanghaj pak následovaly školy: v roce 1899 v Tsingtau (Qingdao), 1913 v Hankou a 1914 v Jinanfu, 1925 v Shenyang, 1927 v Harbin, 1933 v Nanjing. V roce 1914 Němci v Pekingu založili «Deutscher Schulverein Peking» se školou, která sídlila v budově banky (Deutsch-Asiatischen Bank). Dalšími chráněnými územími Německého císařství byly Německá Nová Guinea, Marshallovy ostrovy, Nauru, Samoa, Karolíny, Palau a Mariany. V kanadském Winnipegu sídlila německá menšina s misionářskou stanicí oblátů, kteří vydávali německé noviny «West-Canada».

#### Afrika

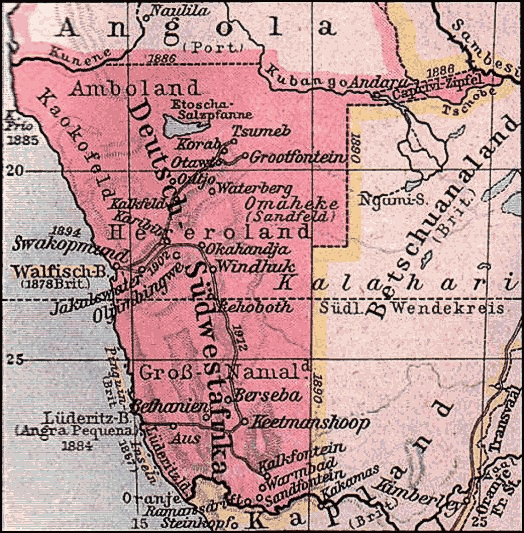
Deutsch-Südwestafrika (1884–1915)

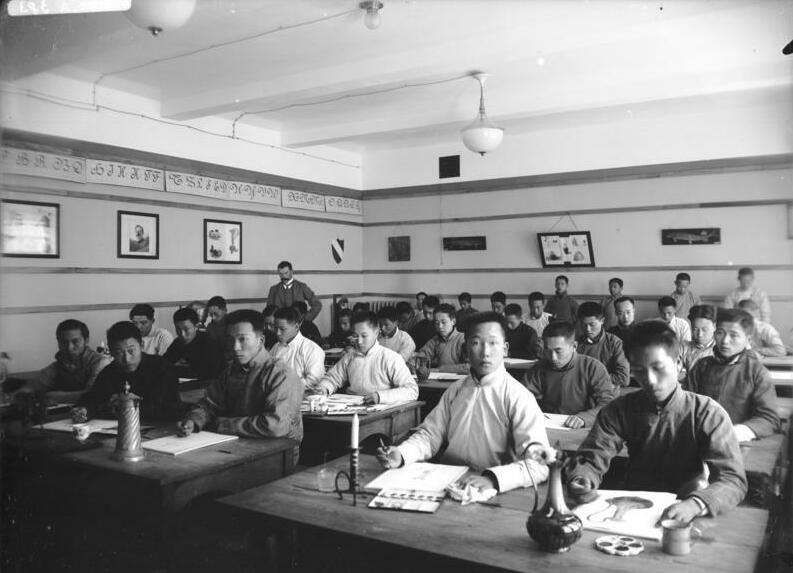
Tsingtau – Kreslírna na německo-čínské vysoké škole (1913)

Mezi chráněná území na africkém kontinentě patřily: Německá jihozápadní Afrika, Německá východní Afrika, Wituland, Kamerun a Togoland, přičemž Německá jihozápadní Afrika byla jedinou německou kolonií, kde se ve velkém počtu usídlovali němečtí osadníci. Jako v každé kolonii budovali Němci potřebnou infrastrukturu, přístavy a misionářské základny. S tím souvisela výstavba železnice, silnic, pošt a telegrafu. Němci pro africké obyvatelstvo vytvořili ucelený vzdělávací systém od základního školství až po odborné vzdělávání. V Africe působili němečtí pedagogové vyučující podle německých osnov a učebnic. Povinnou školní docházku pro bílé děti od 6 do 14 let zavedla Německá jihozápadní Afrika 20. října 1906. Německá vyšší reálná škola ve Windhuku nesla název «Kaiserliche Realschule» a s výukou započala v roce 1909. V Hermannsburgu započala s německou výukou evangelická misionářská stanice (Hermannsburger Mission) v roce 1849 pod názvem «Missionsanstalt Hermannsburg» (1890 Johannesburg, 1883 St. Martini-Schule Kapstadt). Americká Phelps-Stokesova komise se v roce 1924 ve své reportáži zmínila: „...že pokud jde o školství, Němcům se povedl (míněno v koloniální Africe) hotový zázrak.“

#### Latinská Amerika
V 19. století zakotvilo 90 procent německých vystěhovalců v Latinské Americe – jih Brazílie (Blumenau, Pomerode, Domingos Martins), severovýchod Argentiny, Paraguay, Uruguay a jih Chile. V Mexiku se sdružovali Němci a Rakušané kolem novin «Deutsche Zeitung in Mexiko», které vydávali bratři Müllerovi s redaktorem Theodorem Schumacherem, německé školy (1901 Humbolt-Schule) a spolku «Viribus Unitis» (heslo císaře Františka Josefa I. «Spojenými silami»). Noviny vycházely od roku 1883 dvakrát týdně a od roku 1914 třikrát do týdne. V Brazílii se těšily zájmu Hamburger Nachrichten vydávané v portugalštině a na jihu země, kde sídlila silná německá menšina, «Der deutsche Ansiedler». Z Porto Alegre obdržel spolek 200 000 M na Červený kříž a pro ve válce osleplé vojáky 35 000 M. Místní německá kolonie posílala měsíčně 6 000 M na projekty pro nezaměstnané a 1 000 M spolek vydával na rozdělování potravin. Kolem misionářských stanic na řekách Piratiny a Yjuhy vznikl svaz «Serra-Schulverband» sdružující německé školy v pralese. Obzvláště na jihu existovalo kolem stovky německých spolků (školských, učitelských, pěveckých, turnerských, střeleckých atd.) a vystěhovaleckých společností se zastoupením v Hamburku.
V Chile si němečtí kolonisté založili v roce 1854 v Osorno nejstarší německou školu na území Jižní Ameriky (následovaly Valdivia 1856, Valparaíso 1857, Puerto Montt 1858, La Unión 1860, Los Angeles 1882, Temuco 1887, Concepción 1888, Santiago 1891, Gorbea 1906, Puerto Varas 1906, Frutillar 1906, Punta Arenas 1907, Villarica 1910, Huefel Comuy 1910, Liceo Alemán de Santiago 1910) a vydávali «Deutsche Zeitung für Chile». Předválečným centrem německé menšiny se stalo město Valdivia. V Santiago de Chile založila studentská německá mládež během svého studia buršácký spolek «Burschenschaft Araucania». Na území Venezuely v kolonii Tovar započali němečtí přistěhovalci se školním vyučováním v roce 1841, výstavba malého kostelíka proběhla v roce 1844 a při něm také probíhala privátní evangelická výuka. S osazením německého učitele nastávaly pro nelehké životní podmínky neustále těžkosti a to i za finančního přispění spolku a dotování platu učitele říší. Vlastní školní budovy se dočkali osadníci až na přelomu let 1916/17.

### Válečná pomoc Jižnímu Tyrolsku
Po rozpoutání útoku italských vojsk 23. června 1915 započala rakousko-uherská vláda s evakuací místního obyvatelstva. Již 3. srpna 1915 referoval Innsbruck, že v Tyrolsku se nachází přibližně 13 000 italsko-tyrolských uprchlíků. Z toho se jich 2 000 nacházelo v Innsbrucku, 5 000 ve 160 jiných německo-tyrolských obcích a 6 000 v italských obcích, především kolem Nonsbergu na sever od Trientu. Přibližně 90 000 našlo útočiště v Salcburku, Horním a Dolním Rakousku, v Čechách, na Moravě a v Uhrách. V této evakuované oblasti Trentino-Südtirol se nacházely i německé menšiny, které VDA podporoval. Dne 24. května (o svatodušním úterý) začali Italové odstřelovat obec Lusern (italsky Luserna), kde se po odchodu mužské populace na frontu nacházelo staré a nemocné obyvatelstvo, ženy a děti. Podle výpovědi uprchlíků se pod palbou ocitla i německá škola. V železničním transportu s obyvateli Lusernu, který směřoval do Ústí nad Labem, se nacházeli také uprchlíci z oblasti kolem Lafraunu (italsky Lavarone), Vielgereuthu (italsky Folgaria), Torbole (italsky Nago-Torbole) a několik z Trientu (italsky Trento).

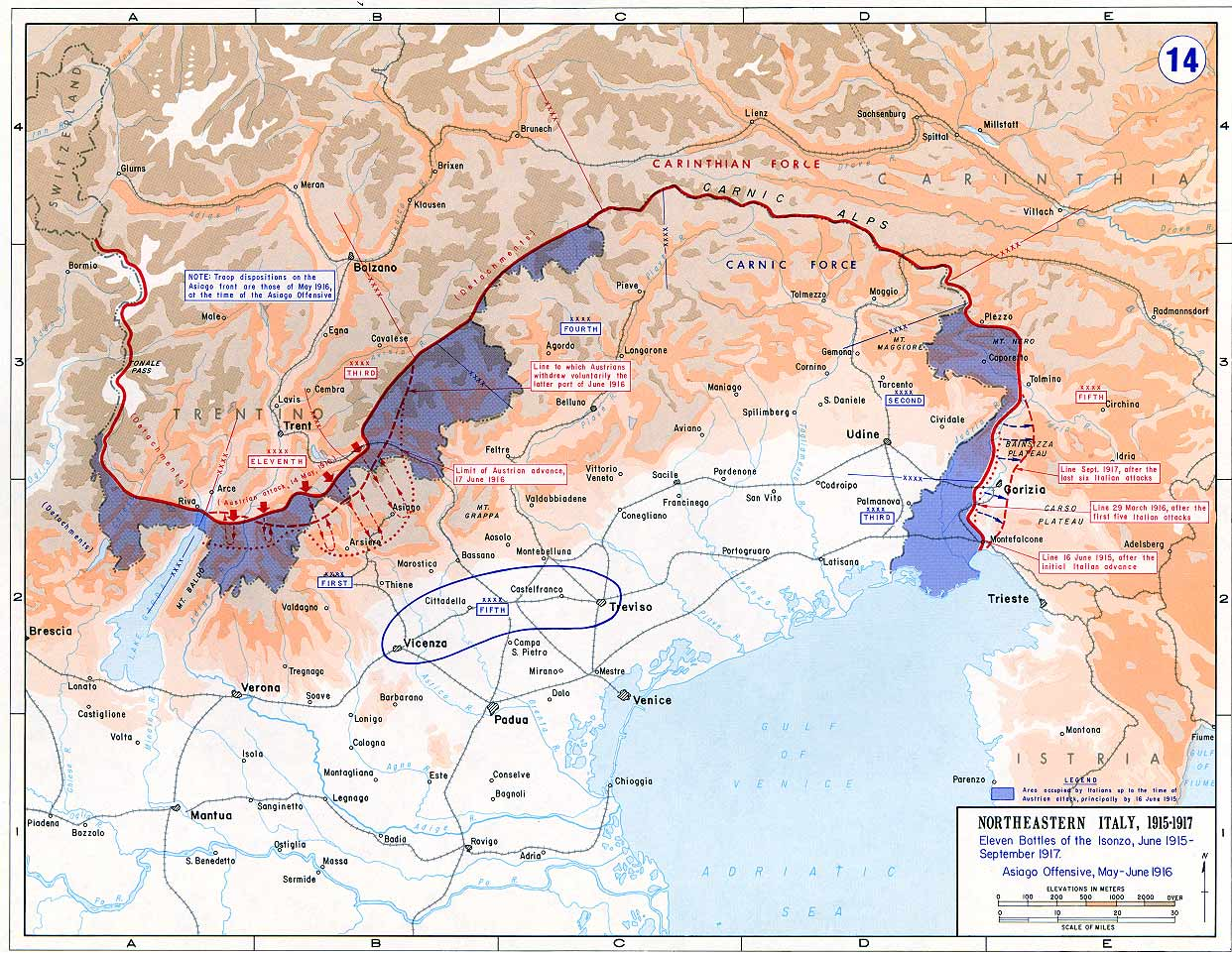
Italská fronta 1915–1917

Správou zóny „Hinterland” byly pověřeny státní úřady (v oblasti civilního obyvatelstva a neválečných záležitostí), kdežto vojenskou agendou se zabývalo c. k. válečné ministerstvo a ministerstvo obrany. Stát Rakousko-Uhersko poskytoval na osobu a den podpůrný sociální příspěvek v hodnotě 90 haléřů, financoval lékařské ošetření, staral se i o zajištění církevní péče, zajišťoval potraviny, ošacení, obuv, deky a slamníky. V Innsbrucku byl založen nestátní pomocný výbor „Landeshilfs- und Auskunftsstelle für die Tiroler Kriegsflüchtlinge” a ve Vídni fungoval „Hilfskomitee für die Flüchtlinge aus dem Süden”. V časopise «Das Deutschtum im Ausland» vydal VDA velmi podrobný článek k situaci v Jižním Tyrolsku (Von den südtirolischen Kriegsflüchtlingen), kde referoval o založení svého dobrovolného fondu na pomoc uprchlíkům z Jižního Tyrolska – Kriegshilfe für Südtirol.
Z popudu předsedy spolku byl 19. června 1915 zřízen fond Válečné pomoci Jižnímu Tyrolsku a ze svého rezervního fondu VDA okamžitě poskytl na válečnou pomoc 2 000 M. Během několika týdnů se fond díky privátním sbírkám rozrostl o další tisíce, takže mohly být finanční prostředky rozeslány výborům ve Vídni a v Innsbrucku, dále pomocnému výboru v Ústí nad Labem a dalším dobrovolným organizacím zřízených v místech ubytování tyrolských uprchlíků. Od poloviny měsíce září zajistil VDA pro německy hovořící tyrolské obyvatelstvo pastora z obce St. Felix, který cestoval šest dní v týdnu po obcích a v neděli se vracel na děkanát v Ústí nad Labem k vyřízení písemné agendy. Zrovna tak se staral o zřízení německých mateřských škol, obecných škol, jejich vybavení, převzal za německé uprchlíky úhradu školného, poskytl učebnice a hradil další finanční částky související s německou výukou. Finanční pomoc se nevztahovala jen na uprchlíky z Lusernu. Díky místní skupině VDA-Mainz se nezapomnělo ani na pomoc o Vánocích. Část fondu byla ponechána pro období návratu do zničených obcí a k financování obnovy škol.

## Meziválečné období a cesta k národnímu socialismu
VDA prošel od svého vzniku 15. srpna 1881 (Allgemeiner Deutscher Schulverein) rušnou historií. Na přelomu 19. a 20. století se spolek orientoval na podporu vědeckého bádání v oblasti německého folklóru, svoji pozornost zaměřoval na německou místní a regionální historii, na zkoumání německých dialektů atd. Národní německé zvyky a obyčeje, pohádky, bájesloví a písně byly úzce spojeny s Němci obývaným prostorem. Po ukončení první světové války v únoru 1918 formuloval VDA svoji činnost v tzv. Bamberské deklaraci (Bamberger Erklärung), která spočívala v následování předválečných cílů a tento trend zakotvil ve stanovách:

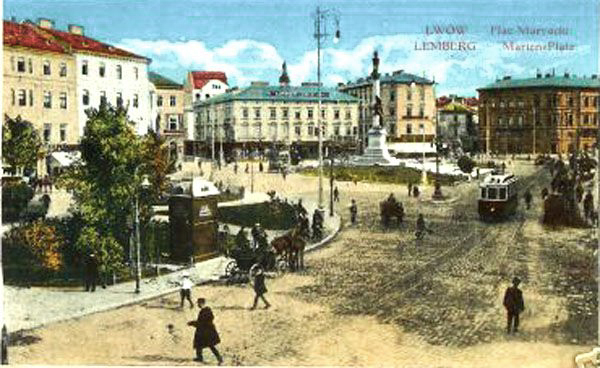
Lemberg 1915 (polsky Lwów, ukrajinsky Львів, česky Lvov) Rakousko-Uhersko

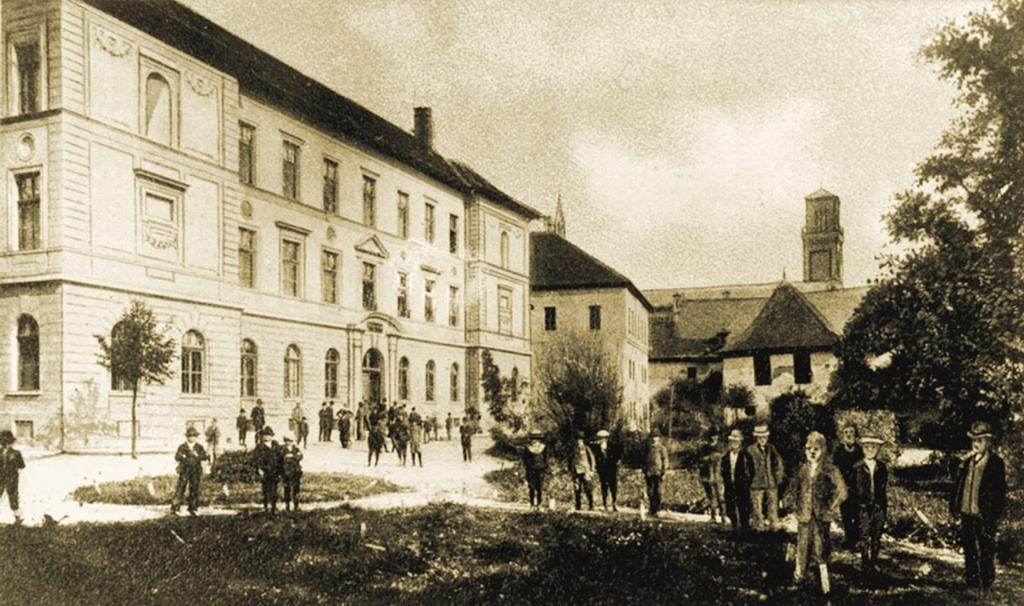
Kežmarok (Käsmark), německé gymnasium - Rakousko-Uhersko. V roce 1926 se v Kežmarku konaly oslavy k 900. výročí osídlení spišské oblasti německým obyvatelstvem.

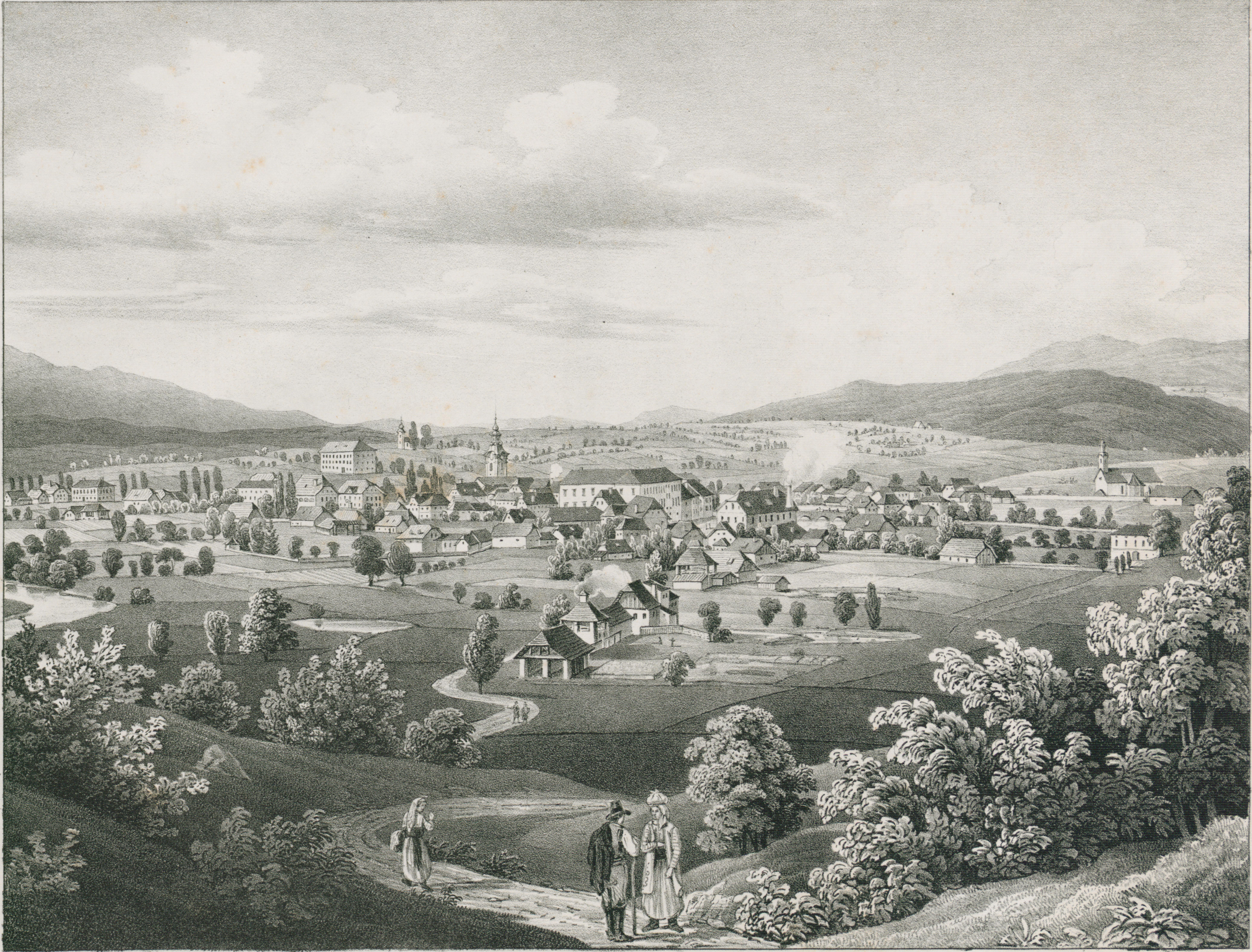
Kraňsko (Krain) - Kočevje (Gottschee) - litografie z let 1842-1848 (Malerische Ansichten aus Krain). V roce 1925 slovinské úřady zakázaly Deutscher Leseverein (Německý čtenářský spolek) a v roce 1926 rozpustily poslední německý kulturní spolek Deutscher Gesangverein (Německý pěvecký spolek), jelikož se účastnil shromáždění Němců v Korutanech. Nově založený čtenářský spolek musel nést slovinský název «Čitalniško društvo v Kočevju».

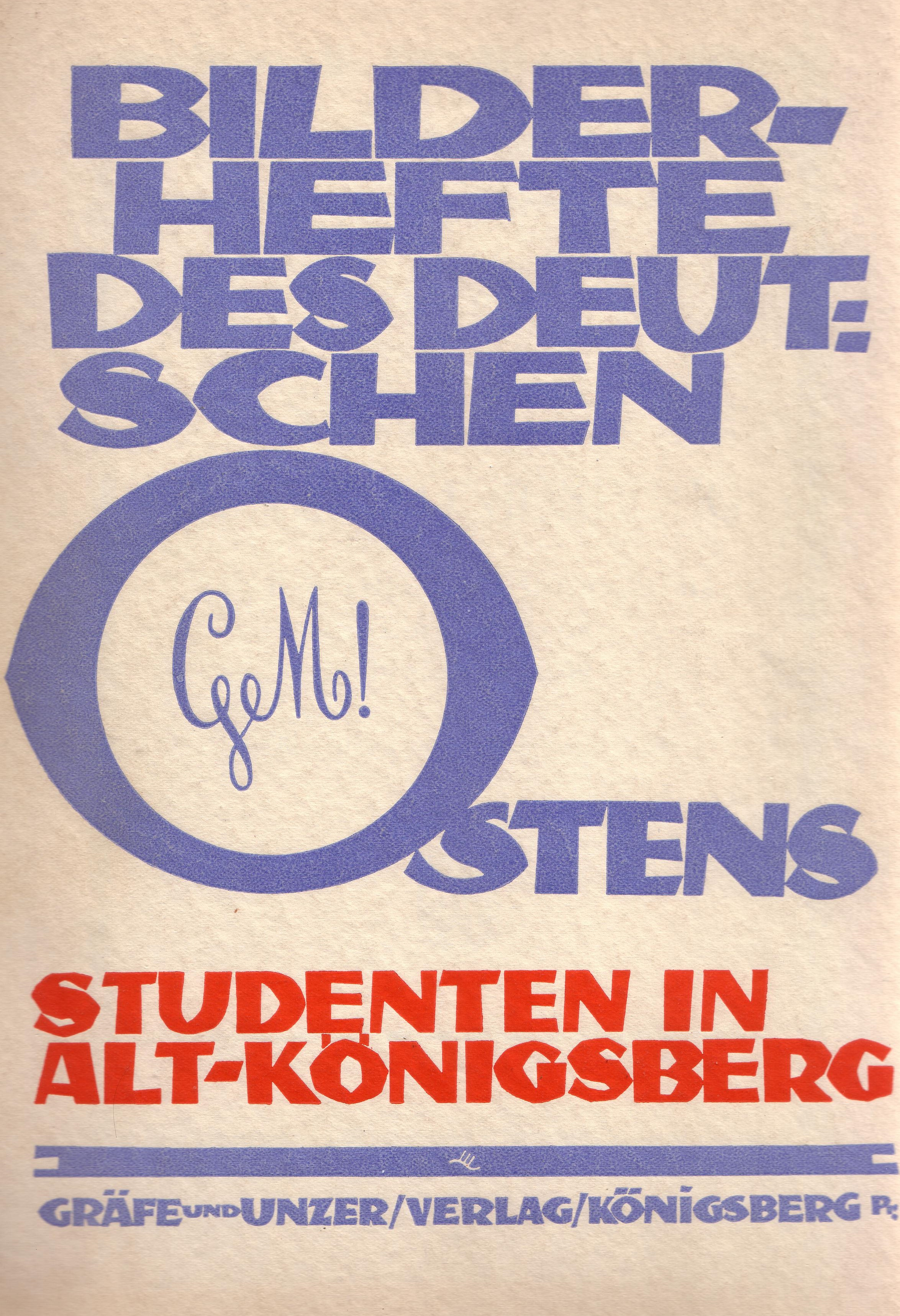
Časopis Bilderhefte des deutschen Ostens. Königsberg - 1930. (Bund Deutscher Osten)

1. Mravní obroda všech kruhů a vrstev našeho národa, znovu probuzení těch vlastností, které naše předky i v době největší tísně držely zpříma,
2. znovuvytvoření silného císařství,
3. znovuvytvoření silné německé armády,
4. zahrnutí německého Rakouska do Německé říše,
5. ochrana a pomoc utlačovaným Němcům v zahraničí,
6. budování a utváření všech oblastí národního, státního a osobního života v souladu s německým charakterem, zejména ve školních, vzdělávacích, zdravotních a sídelních oblastech, jakož i v etnickém smyslu ovlivňování německé mládeže a ženského hnutí,
7. plánovitý rasový nárůst německého národa skrze výběr a podporu nadprůměrně nadaných Němců,
8. potírání všech sil, které poškozují nebo brání etnickému vývoji německého národa, zejména potírání odcizení se němectví a boj proti židovské nadvládě ve všech státních, hospodářských a kulturních instancích.[3]

V roce 1922 se VDA dělil na 12 zemských svazů a svaz Rakousko. Každý zemský svaz měl na starost určitou oblast. Například zemský svaz VDA-Hamburg byl patronem etnických Němců v zámoří. S německými obrannými spolky v ČSR spolupracovaly především zemské svazy VDA Bavorsko, Sasko a Slezsko. V roce 1925 došlo k založení Německého ochranného svazu (Deutscher Schutzbund, DSB), který si kladl za cíl mimo jiné i vlastenecký a národní vědecký výzkum (Heimat- und Volksforschung).
V letech 1924-33 vydával VDA jednou do měsíce časopis «Deutsche Welt» (Německý svět) s podtitulkem «Monatshefte des Vereins für das Deutschtum im Ausland», který byl upraven v roce 1929 na podtitulek «Monatshefte des Volksbundes für das Deutschtum im Ausland. Časopis se zaměřoval podle titulu na „volksdeutsches Kultur- und Geistesleben”. Deutsche Welt redigovali: Friedrich Carl Badendieck a Dr. Karl Erich Krack. Nakladatelství a zásilkový obchod sídlil v Drážďanech (Versandbuchhandlung des VDA - Wirtschaftsunternehmen, Dresden, Wilsdruffer Str. 16) a sídlo VDA se nacházelo v Berlíně (Berlin W 62, Kurfürstenstraße l05). Knižní zásilkový obchod v Drážďanech zásoboval členskou základnu tiskovinami a knihami. V roce 1926 vyšly například: Wanderheime der Jugend (Mládežnické turistické ubytovny) od Carla Brossmera, Das Deutschtum in Chile Německo-chilského svazu, Der Deutsche und das Rheingebiet, Austria Hotelbuch, brožura Sudetendeutscher Hochschulfürer vydaná II. okresem Německého studentstva (Sudetendeutsche Studentenschaft), která mapovala všechny německé sudetské vysoké školy, obranné spolky, studentské spolky, spojení, knihovny nebo hospodářská zařízení atd.

### Sudetští Němci a nové Československo
V novém Československu VDA spolupracoval nejen s politickými a německými diplomatickými kruhy, ale hlavně s nacionálními „obrannými“ spolky a organizacemi „sudetoněmeckého hnutí v zahraničí“. VDA měl území Československa rozděleno do 24 oblastí, kde pořádal čtyřleté semináře (celkem deset), které ročně proškolily 270 völkisch učitelů. Českoslovenští Němci stáli (co se finanční podpory týče) za německými menšinami v Polsku a Tyrolsku hned na třetím místě. Například v roce 1926 obdrželi 110 000 RM, v roce 1927 96 000 RM a v roce 1928 150 000 RM. Konkrétně Hlučínsku poskytl VDA-Landesverband Oberschlesien 3 000 RM, DKV věnoval VDA-Landesverband Niederschlesien 41 000 RM a VDA-Landesverband Bayern svazu Němců v Pošumaví (Deutscher Böhmerwaldbund) 108 000 RM. Finanční prostředky od říšskoněmeckých vědeckých institucí a ministerstev putovaly nejprve na konto VDA a ten je předával určeným adresátům. VDA dotoval převážně školské záležitosti a stavby škol (např. škola ve Frýdku/Friedek). Dále posílal do ČSR značné množství knih a tištěný materiál. Podporoval ve svazech působící německé akademiky, kterým hradil přednáškovou, badatelskou a publikační činnost. Zrovna tak se finanční úhrada týkala nákladů na soudní procesy s německými politickými činiteli.

### Volksbund für das Deutschtum im Ausland
V roce 1931 se konalo v Postupimi k 50. výročí založení VDA slavnostní shromáždění a v odpoledních hodinách průvod městem, kterého se účastnili zástupci všech německých svazů sdružujících Němce v zahraničí. V roce 1932 měl VDA 27 zemských svazů (Landesverband), 3 200 místních skupin (Ortsgruppe) a 5 500 školních skupin (Schulgruppe), které se věnovaly německým obecním školám, mateřským školám, knihovnám a vědeckým či uměleckým institucím v zahraničí. V roce 1933 patřil spolek VDA k těm několika málo organizacím, které nacisti nezakázali nebo nezglajchšaltovali. Hlavně z toho důvodu, že NSDAP v této době ještě nedisponovala dostatečným množstvím podobně působících mezinárodních organizací. Už v době Výmarské republiky byl totiž VDA „semeništěm” protirepublikánů, kteří do pohraničních a jazykových oblastí s německou menšinou šířili velkoněmecký nacionalismus.
S nástupem národního socialismu v Německu následovala i reorganizace dosavadního řízení VDA. Na výročním shromáždění v Pasově v roce 1933 došlo jednak ke změně názvu z „Verein” na „Volksbund”, ale také k přijetí nového znaku modré chrpy. Modrá chrpa (oblíbená květina Otto von Bismarcka) symbolizovala navázání na tradice všeněmeckého hnutí Georga von Schönerera a spojení rakouského mocnářství s německým císařstvím. Propagace všeněmeckého hnutí se objevila i během slavnostního průvodu městem. Účastníci průvodu nesli například transparent, na kterém byla vyobrazena „Německá říše” (Deutsche Reich) s počtem obyvatel 64 milionů a „německé pohraniční oblasti” (Deutsche Grenzland) s počtem obyvatel 16 milionů. Pod vyobrazenou mapou se mezi dvěma hákovými kříži nalézal nápis „Velké Německo - 80 milionů se probouzí” (Gross-Deutschland. 80 Millionen erwachen.)
Novým svazovým předsedou se stal Hans Steinacher (VDA Bundesleiter 1933-1937), který před tím působil ve školním spolku Ostmark založeném na obranu před italianizací Jižního Tyrolska. Po úpravě stanov a zavedení vůdcovského principu jmenoval Steinacher představitele hlavních výborů (Bundesrat a Bundesring). Do kompetence členů rady náležela i péče o němectví v určité zahraniční oblasti: Nordosten - Hans Helferich, Südosten - Hermann Ullmann, Süden - Karl Maßmann, oblasti na západ od říše - Robert Ernst, němectví v zámoří - Johann Wilhelm Mannhardt, Baltikum - Heinrich Schulze, Litavsko (Memelland) - Theodor Oberländer, etničtí Němci v Polsku - Reinhard Fritsch a Sudety - Fritz Bürger. Na základě přijetí árijského paragrafu vydával VDA svým členům průkazy o jejich německém původu (Deutschstämmigkeitsaußweiss). V lednu 1934 pořádala VDA-mládež (VDA-Jugend) ke Dni chrpy (Kornblumentag) zimní dobročinnou sbírku (Winterhilfswerk) s prodejem chrp. Pod vedením VDA říšského vedoucího propagandy Ericha Klinghammera předala mládež VDA a HJ říšskému prezidentu (Reichspräsident) kytici chrp a říšskému kancléři (Reichskanzler) z chrp sestavený hákový kříž.

### Volksdeutsche Mittelstelle
V roce 1937 se Steinacher střetl s Hitlerem kvůli opačnému názoru na otázku Jižního Tyrolska, což mělo za následek jeho propuštění. Hitler svěřil péči o „Volkstumsarbeit” svému zástupci Rudolfovi Hessovi, který měl zajistit, aby nová říšská zahraniční politika nebyla ovlivňována „horlivci” mezi etnickými německými skupinami. Jakmile se ale SS (Schutzstaffel) podařilo jmenovanou radu VDA z roku 1937 odstavit na vedlejší kolej a nahradit ji bezvýhradně poslušnou Volksdeutsche Mittelstelle (VoMi), staly se za národnostní politiku (Volkstumspolitik) odpovědné ozbrojené jednotky NSDAP. Hlavnímu úřadu Volksdeutsche Mittelstelle (VoMi) byly podřízeny: zastřešující organizace Volksbund für das Deutschtum im Ausland (VDA) a Bund Deutscher Osten, kulturně politická zařízení Deutsches Ausland-Institut (DAI), Deutsche Akademie (DA) a na koordinaci financí zaměřená společnost Deutsche Stiftung (DS). Zařazení německých sudetských spolků do NS-struktury přinesly zářijové a říjnové dny roku 1938. Například BdD byl nejprve sloučen s Deutscher Heimatbund. Později tvořil společně s DKV „sudetské oddělení“ Bund Deutscher Osten (BDO) a vydával měsíčník Sudetendeutsche Monatshefte (redaktor Wilhelm Pleyer). Po zřízení Protektorátu Čechy a Morava na podzim roku 1939 připadl veškerý majetek hospodářských a družstevních organizací Svazu Němců východu (BDO), který spadal pod vedení VDA.

## Verein für Deutsche Kulturbeziehungen im Ausland e. V.
Na základě rozhodnutí Spojenecké kontrolní rady ze dne 10. října 1945 (Kontrollratsgesetz Nr. 2) o zákazu nacistické organizace NSDAP včetně jejích přidružených organizací byly spolky VDA a Volksdeutsche Mittelstelle prohlášeny za nezákonné. Současně jejich majetek podléhal konfiskaci. Přijetím ústavy Spolkové republiky Německa z roku 1949 (Grundgesetz) vešel v platnost zákon č. 16, který rušil rozhodnutí Spojenecké kontrolní rady a na území NDR tato situace nastala z rozhodnutí Rady ministrů SSSR ze dne 20. září 1955.

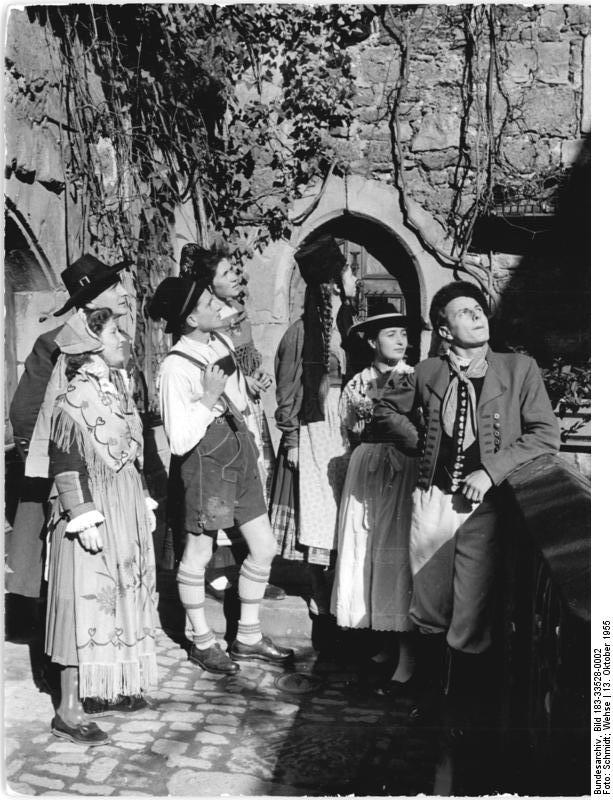
„Wartburgfest” německých studentů v roce 1955 v Eisenachu (II.). Na obrázku studentská taneční skupina pedagogické fakulty z Postupimi, která vystupovala v lidových krojích ze všech koutů Německa.

V roce 1955 se na obnovení a znovuvybudování VDA (Mnichov) podíleli: právník Dr. Fritz Josef Berthold, ústavní právník Dr. Hans Nawiasky, zemský předseda Německé odborové federace a člen SPD Max Wönner, náměstek SPD a poslanec zemského sněmu Waldemar von Knoeringen, ministr zemědělství Dr. Alois Hundhammer a člen SPD Dr. Wilhelm Hoegner (později předseda vlády Svobodného státu Bavorsko) a Peter von Siemens. Na obnově se podíleli i bývalý člen NSDAP a Říšského sněmu v Berlíně Hans Neuwirth (po roce 1945 člen Sudetoněmeckého krajanského sdružení a Witikobundu), bývalý člen NSDAP a v letech 1934-1937 předseda (Reichsführer) svazu Bund Deutscher Osten Theodor Oberländer (po roce 1945 vůdčí osobnost svazu Bund der Heimatvertriebenen und Entrechteten, CDU a pravicově extrémistické společnosti „Gesellschaft für Publizistik") a zakládající člen spolku bývalých důstojníků Waffen-SS „Hilfsgemeinschaft auf Gegenseitigkeit der Angehörigen der ehemaligen Waffen-SS” Hans Wissebach. Prvním spolkovým předsedou v letech 1955-1958 byl zvolen bývalý říšský kancléř Výmarské republiky Dr. Hans Luther, kterého vystřídal od roku 1958 do roku 1967 právník a člen CDU Hans Egidi. Až do roku 1977 působil ve funkci spolkového předsedy bývalý obhájce při Norimberských procesech Dr. Rudolf Aschenauer. Dozorčí radě předsedal v letech 1958-1968 Dr. Wenzel Jaksch, ve které seděl v letech 1977-1981 Peter Achtmann a na konci 70. let a začátkem 80. let Günther Deschner.
Valné shromáždění v roce 1998 rozhodlo o novém názvu organizace "Verein für Deutsche Kulturbeziehungen im Ausland e. V. (VDA). K 125. výročí založení v roce 2006 se konalo slavnostní shromáždění v Mnichově v Sudetoněmeckém domě (Sudetendeutsches Haus). Na slavnostním shromáždění u příležitosti 130. výročí založení konaném v Berlíně v roce 2011 promluvil bývalý biskup rumunské evangelické církve Prof. Dr. D. Christoph Klein. Za finančního přispění VDA v roce 2012 se podařilo vydat Sborník německého tisku v zahraničí (Handbuchs der deutschsprachigen Presse im Ausland).“ Předsedou spolku je od roku 2013 Dr. Tammo Luther. Verein für Deutsche Kulturbeziehungen im Ausland vydává od roku 1968 časopis GLOBUS.
Zemské svazy

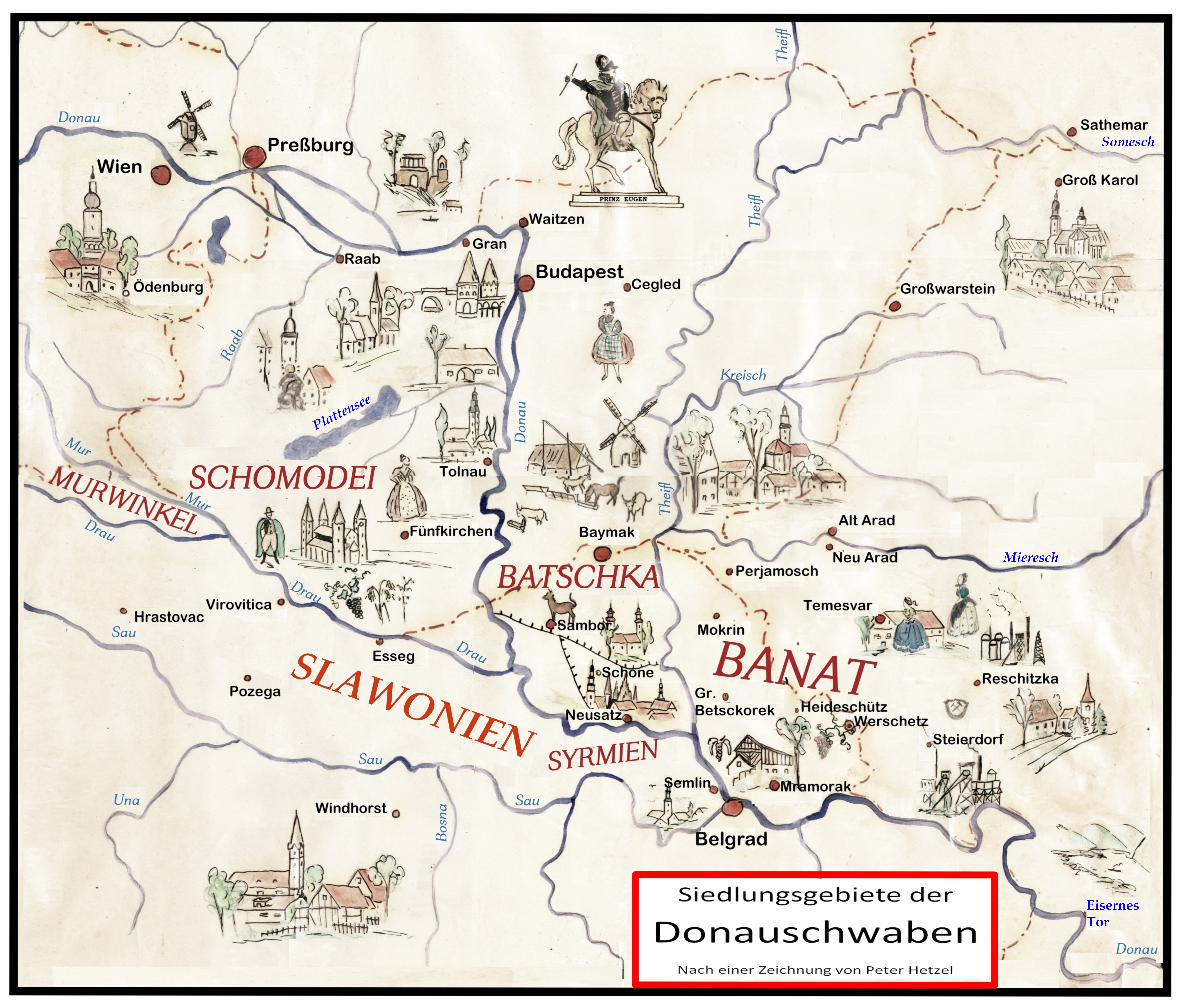
Historické sídelní oblasti německé menšiny tzv. Donauschwaben (Dunajští Švábové) před koncem druhé světové války.

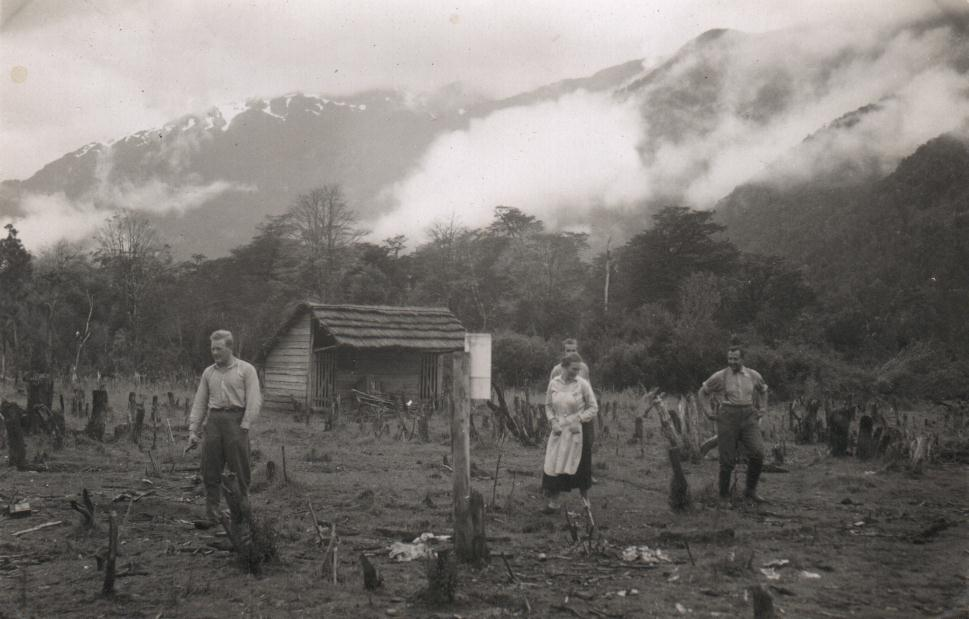
Němečtí osadníci při zúrodňování půdy v oblasti Aysén (Chile) (kolem 1930).

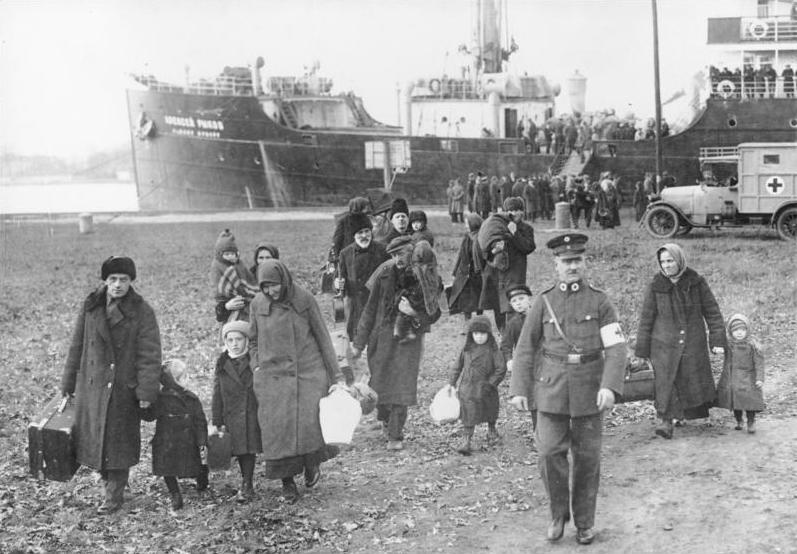
Příjezd prvního zámořského transportu německo-ruských (Wolgadeutschen) uprchlíků (Swinemünde - východní nouzové přístaviště) dne 2. 12. 1929 pod dohledem Červeného kříže.

- Bádensko-Württembersko (Stuttgart)
- Bavorsko (Maisach)
- Hesensko
- Meklenbursko-Přední Pomořansko (Jasnitz/Pichern)
- Dolní Sasko
- Severní Porýní-Vestfálsko (Mettmann)
- Porýní-Falc (Annweiler)
- Sársko (Tholey-Bergweiler)
- Sasko/Sasko-Anhaltsko (Dresden)
- Šlesvicko-Holštýnsko (Rendsburg)
- Durynsko
- VDA-Sekce Severní Šlesvicko (Tinglev - Dánsko) - Willi Schidlowski

Svazy německých spolků v Německu
- Donauschwäbische Kulturstiftung
- Zentralstelle für den deutschsprachigen Chorgesang in der Welt
- InterNations — Connecting global minds

Svazy německých spolků v zahraničí
- Argentina: FAAG — Verband der Deutsch-Argentinischen Vereinigungen
- Austrálie: „Die Brücke“ — Dachverband deutschsprachiger Organisationen in Australien und Neuseeland
- Brazílie: Instituto Martius-Staden, São Paulo
- Chile: Liga Chileno-Alemana
- Dánsko: Bund deutscher Nordschleswiger (BdN)
- Francie: René-Schickele-Gesellschaft, Culture et Bilinguisme d’Alsace et de Moselle
- Kanada: German Canadian Congress, Ontario
- Kazachstán: Rat der Deutschen Kasachstans
- Polsko: Verband der deutschen sozial-kulturellen Gesellschaften in Polen (VdG), Sozial-Kulturelle Gesellschaft der Deutschen im Oppelner Schlesien
- Rumunsko: Demokratisches Forum der Deutschen in Rumänien (DFDR)
- Slovensko: Karpatendeutscher Verein in der Slowakei
- Česko: Landesversammlung der Deutschen in Böhmen, Mähren und Schlesien
- Maďarsko: Landesselbstverwaltung der Ungarndeutschen (LdU), GJU — Gemeinschaft Junger Ungarndeutscher
- USA: United German-American Committee of the USA, German Language School Conference (GLSC)

## Obrazová galerie

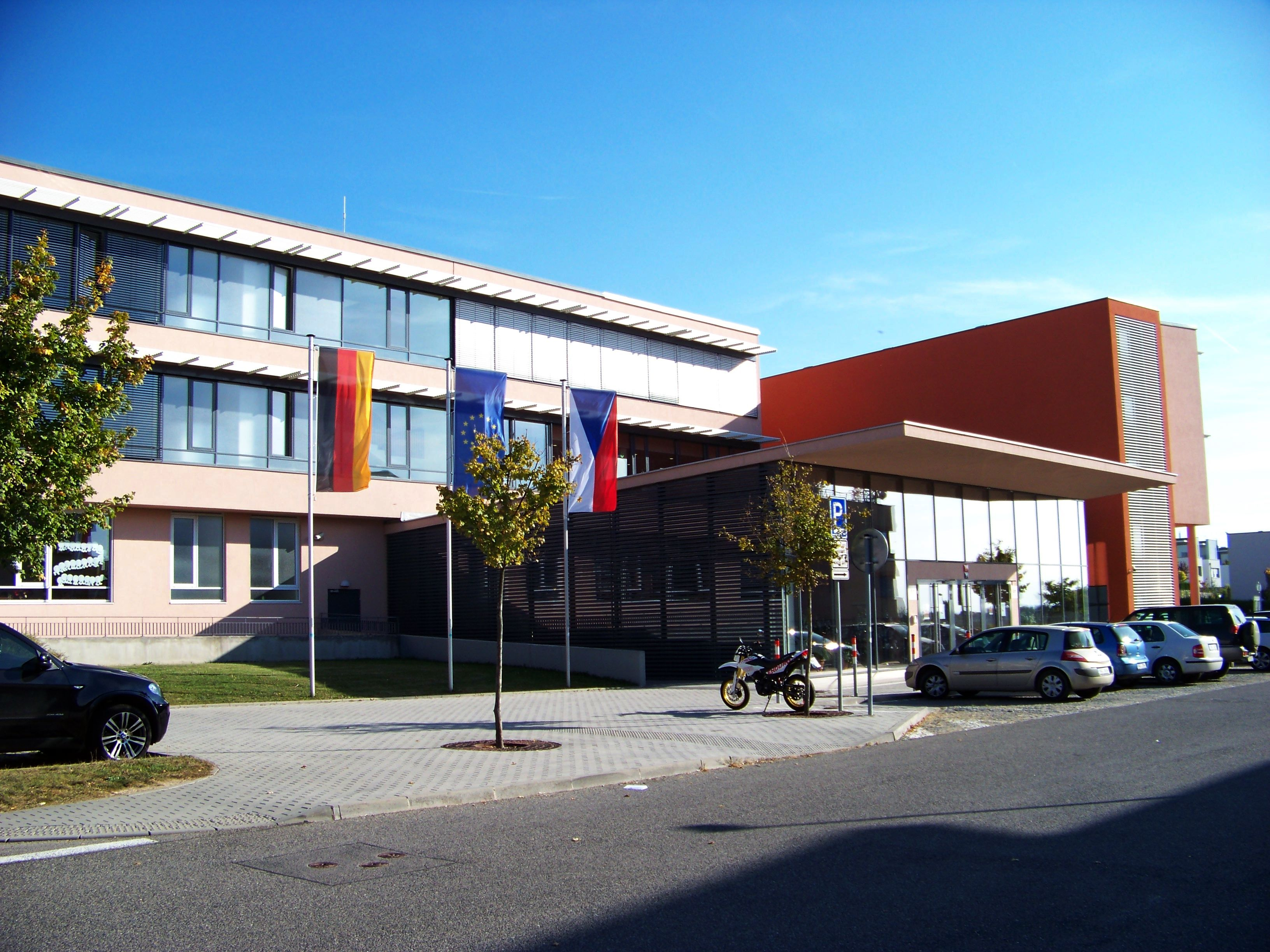
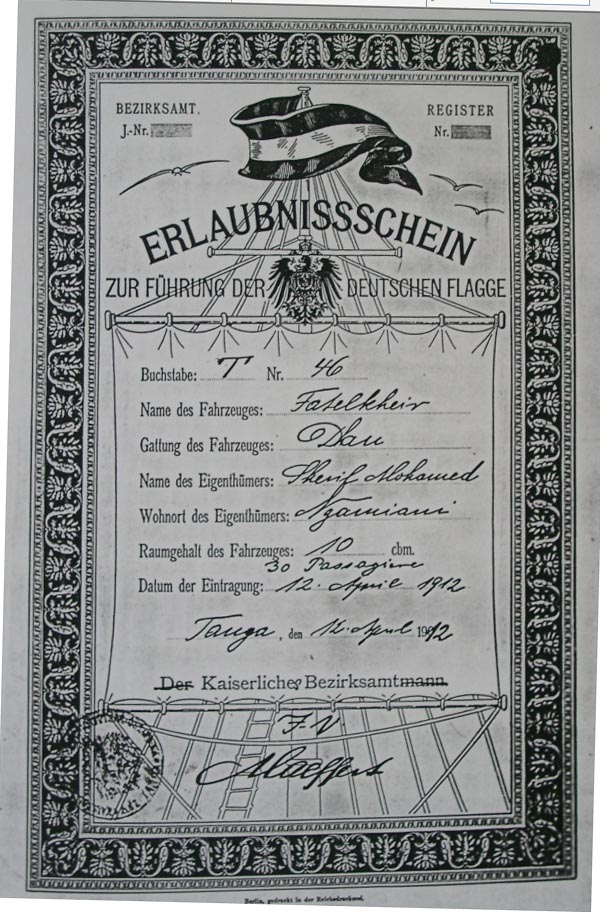
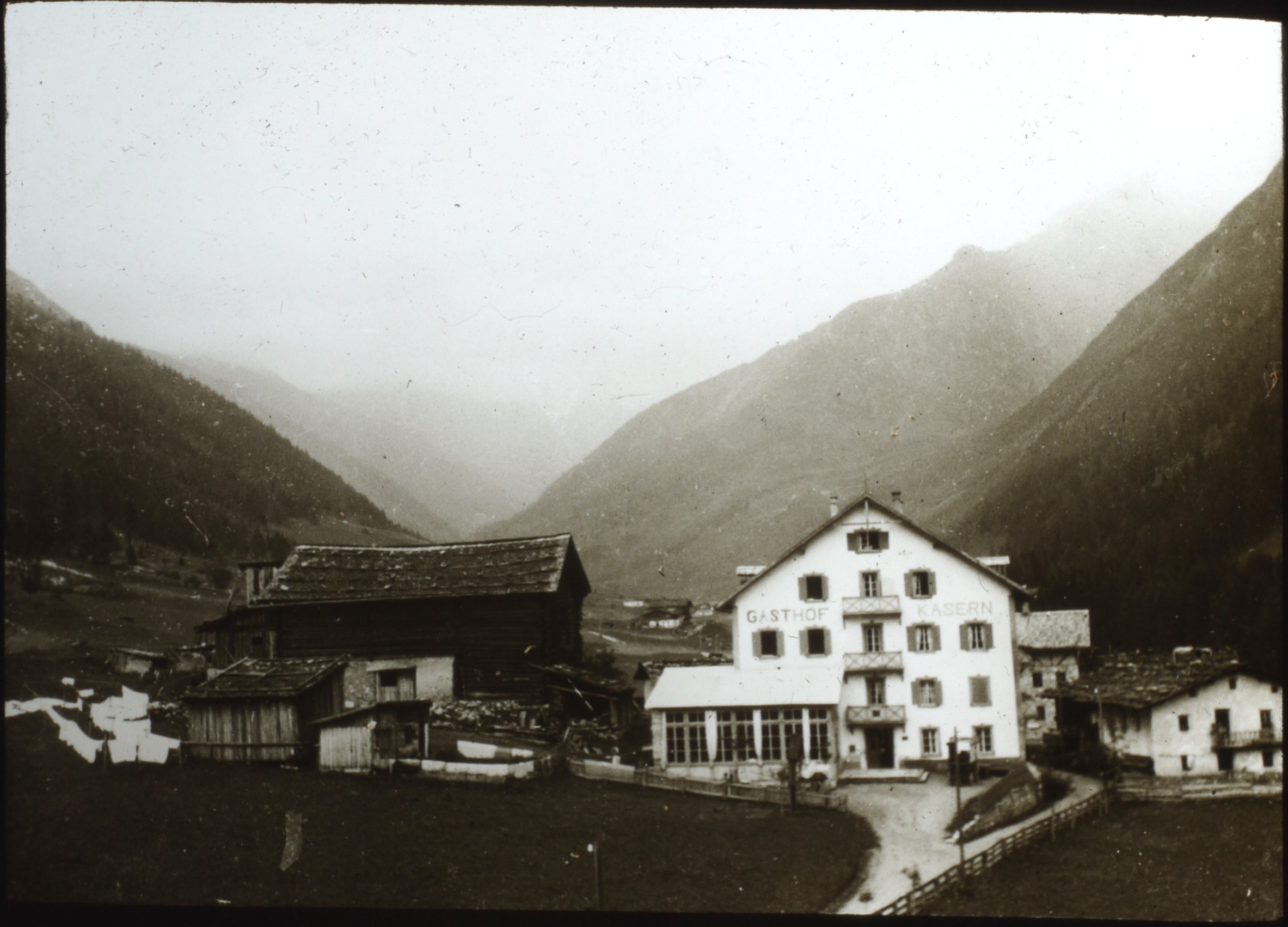
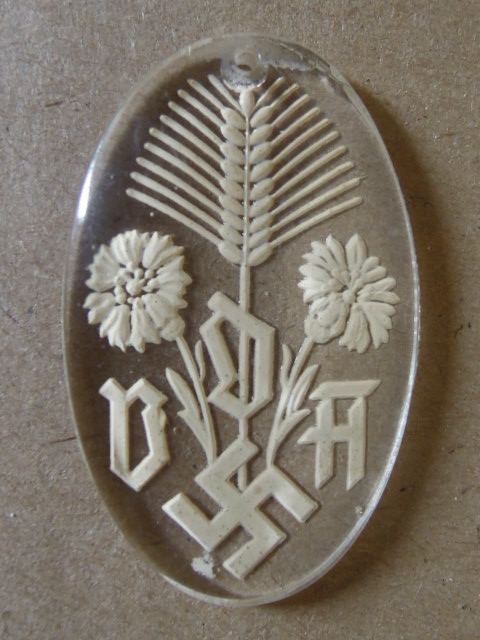

1. Kovový odznak VDA Schaßburg distribuovaný v letech 1934-1939. 2. Dřevěný odznak VDA (holčička) distribuovány dne 9. 3. 1935 (Hilfswerk). 3. Detmold - Rusko-německé muzeum (Russlanddeutsches Museum) 4. Děti Povolžských Němců před školou v oblasti hladomoru, kde podle odhadu zemřelo na sto tisíc německých kolonistů (1933). 5. Památník vystěhovalým Povolžským Němcům z Hesenska v obci Biebrich (Wiesbaden). 6. Německá škola v Praze (Praha-Jinonice, Schwarzenberská 700/1). 7. Povolení k užívání německé vlajky v koloniích z roku 1912. 8. Trentino-Jižní Tyrolsko - Německý hostinec v osadě Kasern (u Prettau) (Bolzano, Itálie). 9. VDA přívěsek z distribuce 24-25. 6. 1939, vyobrazen znak chrpy a svastika.

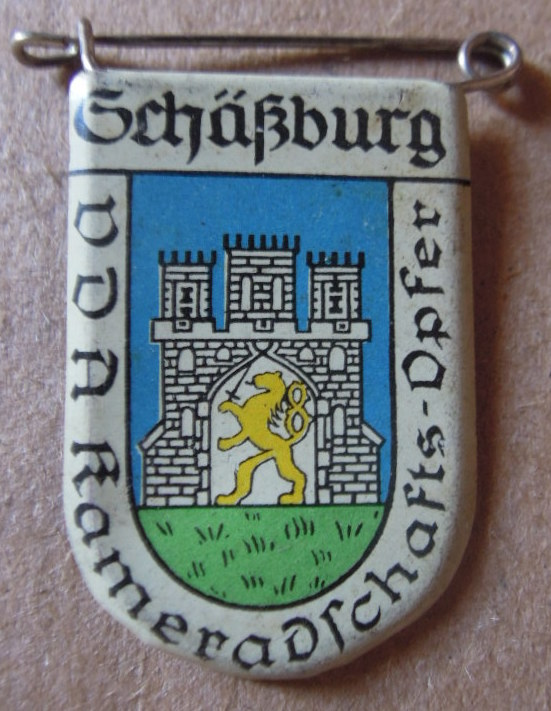
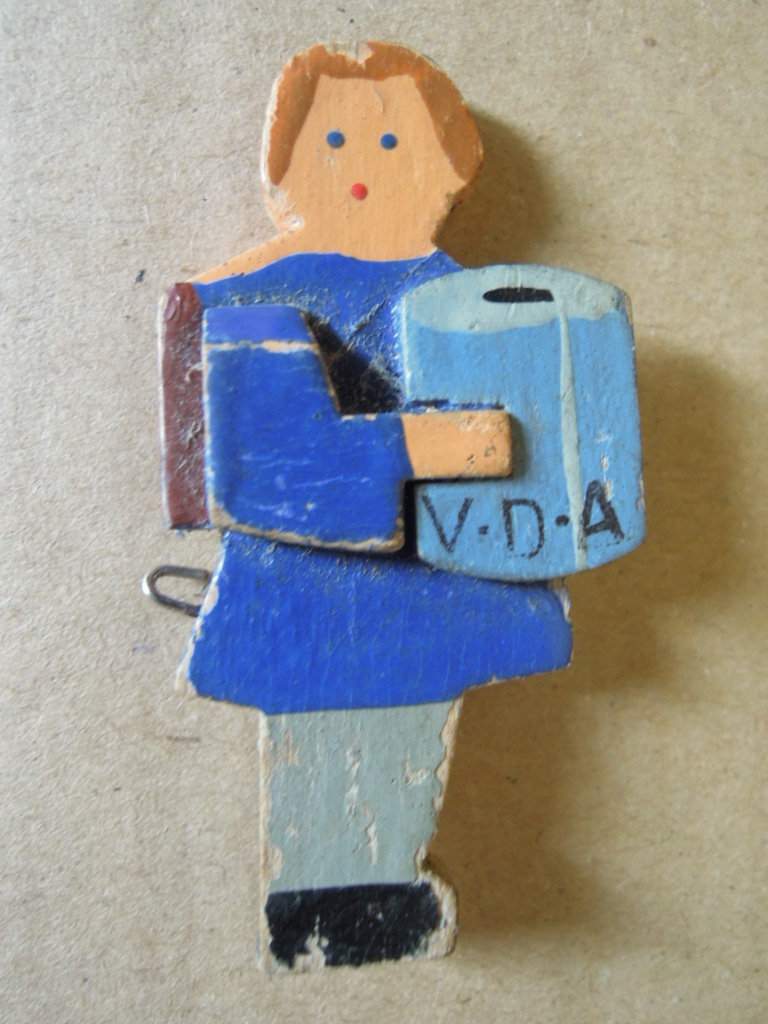
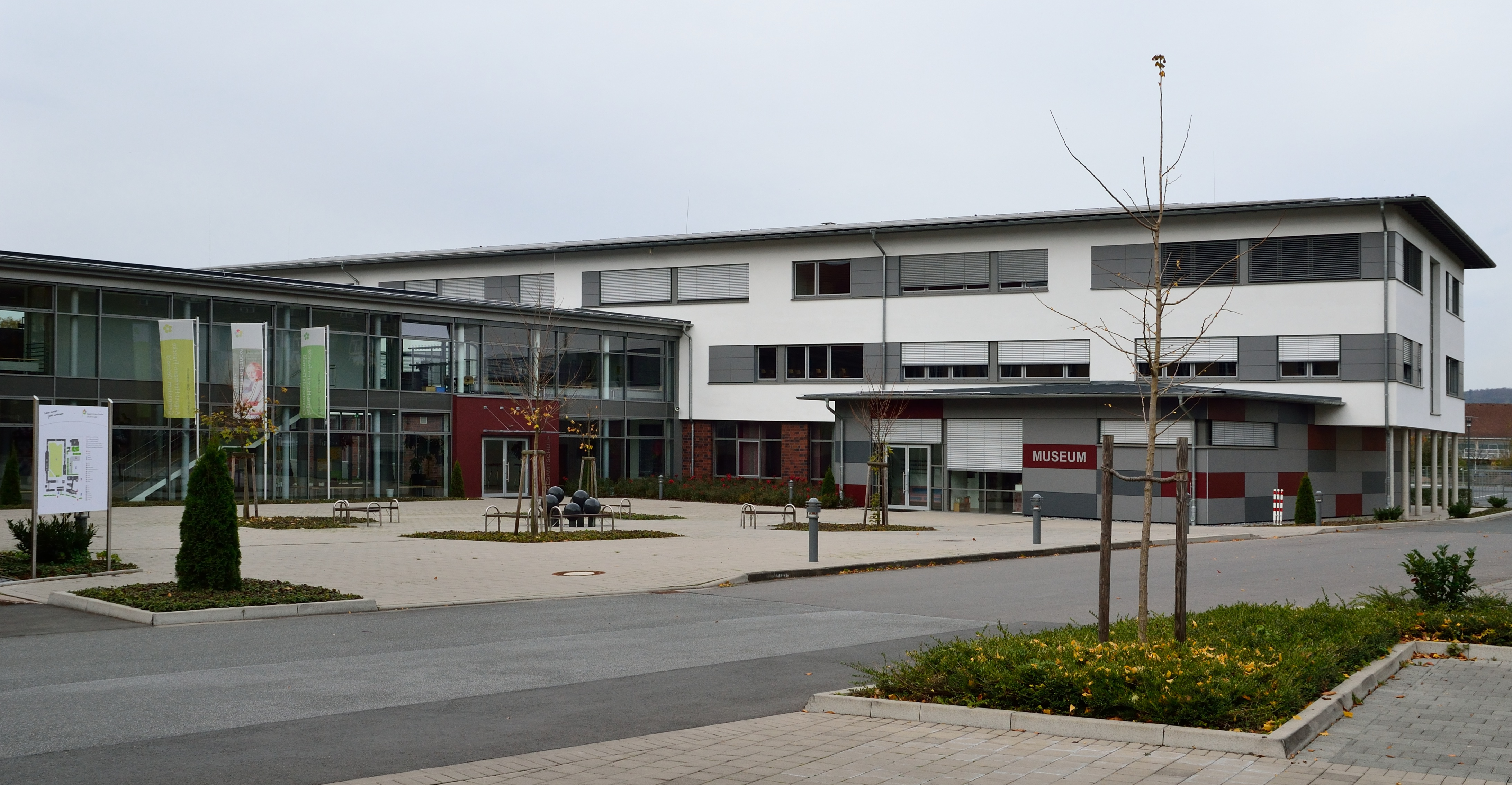
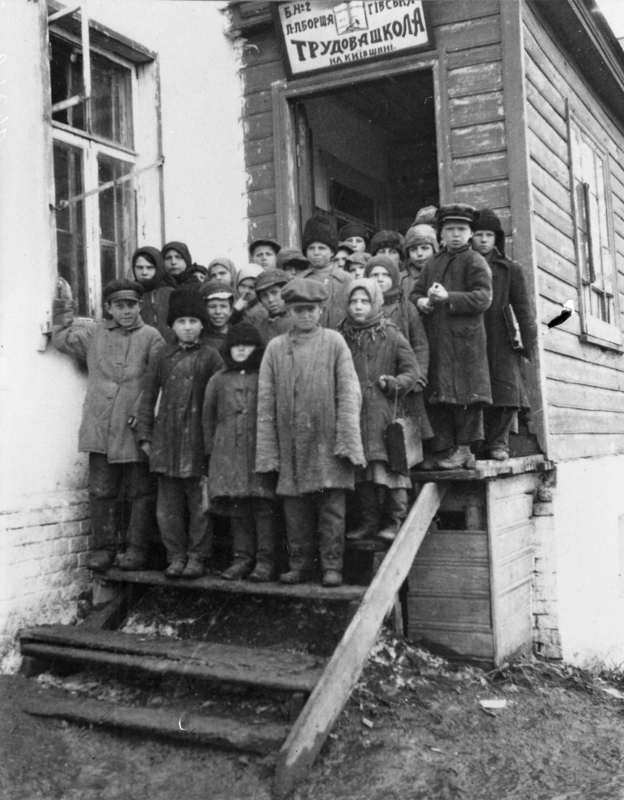
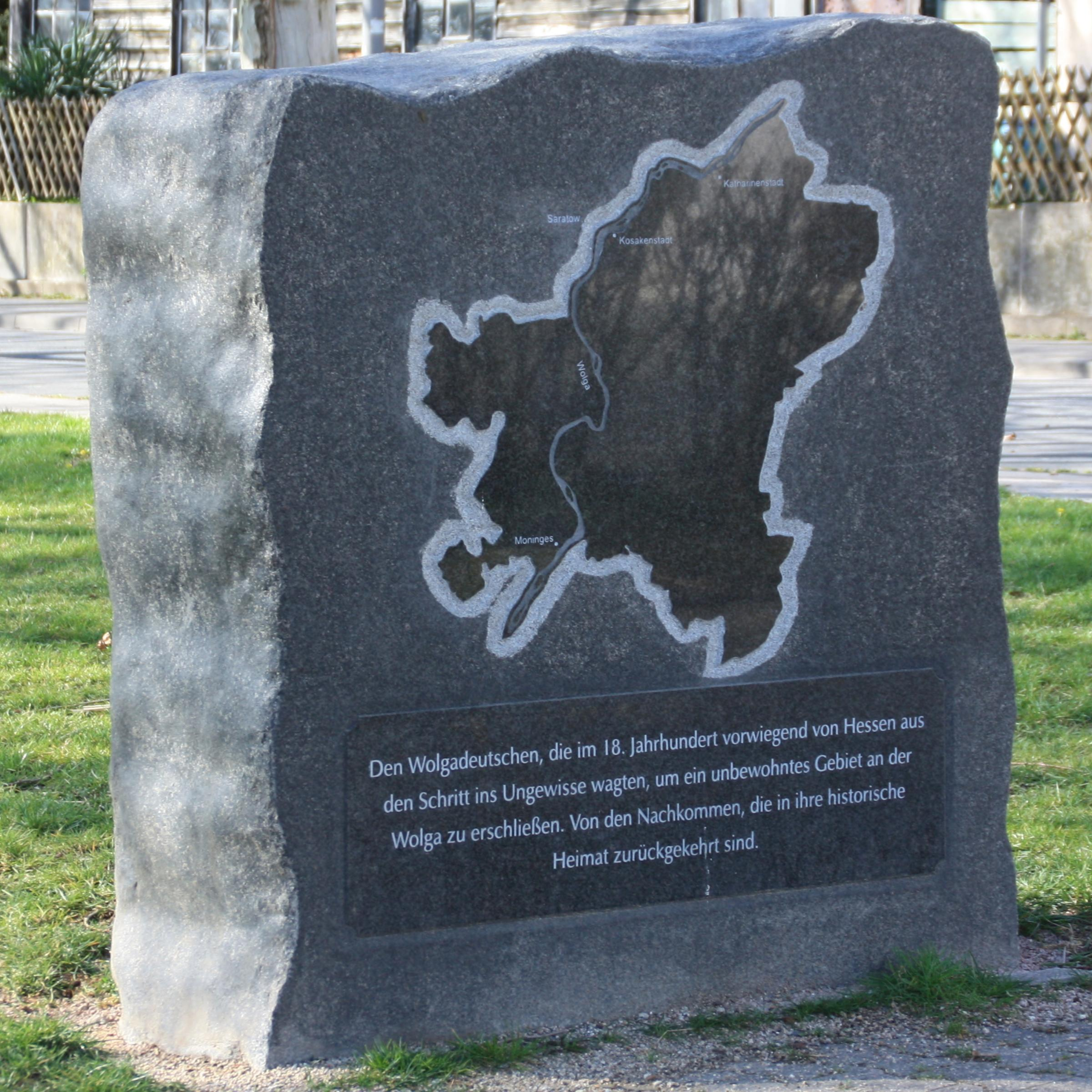